# Gran Canal
Gran Canal è stato un programma televisivo italiano di genere varietà e game show, in onda il venerdì alle 20:40 sulla Rete 2, per 9 puntate dal 27 marzo al 29 maggio 1981, ideato e condotto da Corrado.
Gli autori erano Corima (pseudonimo dello stesso Corrado), Stefano Jurgens, Elvio Paolini e Stelio Silvestri. Le coreografie erano di Renato Greco e la regia di Luigi Turolla, mentre il direttore d'orchestra era Pino Calvi.
Ad affiancare Corrado c'erano Anna Mazzamauro, Tullio Solenghi, Pippo e Mario Santonastaso, Jack La Cayenne, Sara Tafuri, e la collaboratrice di studio Donatella Bianchi, già lanciata dal conduttore a Domenica in del 1978-1979.
Questo varietà, nel cui titolo c'è un'autocitazione rievocativa dello storico programma Controcanale che Corrado condusse nel 1960 e 1961, segna in modo marcato il ritorno in televisione di Corrado proprio dopo avere lasciato il successo di Domenica in, fu trasmesso in diretta dal Teatro delle Vittorie in Roma, e da esso furono lanciate nel mondo dello spettacolo Patrizia Pellegrino, interprete della sigla iniziale Beng, che scalò la hit parade dei 45 giri di quell'anno, e la ballerina Tiziana Fiorveluti. La sigla finale era Saxonet del complesso The Big Tenors.
La trasmissione, che vedeva la partecipazione di vari ospiti, aveva essenzialmente due colonne portanti:
1. un gioco a quiz semplice, rivolto a concorrenti esclusivamente stranieri: si può parlare del primo gioco televisivo multietnico ante litteram al quale parteciparono per la prima volta anche concorrenti di madrelingua araba e che ebbe come campionessa della finale una concorrente di Dublino;
2. la realizzazione, in fieri durante la diretta, della sceneggiatura di una soap opera italiana che gli attori presenti in teatro dovevano allestire in tempo reale, seguendo le indicazioni del pubblico che interveniva telefonicamente dando a Corrado le indicazioni delle scene da inserire nella trama.

Il programma raggiunse i 15 milioni di spettatori, ascolto di tutto rispetto in un periodo in cui la concorrenza cominciava a minare le prime serate della Rai e non si propose neanche di eguagliare, in quanto chiudeva una stagione già satura, il programma che dovette sostituire, cioè Portobello: proprio Enzo Tortora scherzosamente, al passaggio di consegne, diede a Corrado un simbolico ferro di cavallo.